# برانداو (لاعب كرة قدم)
برانداو هو لاعب كرة قدم برازيلي في مركز الهجوم، ولد في 14 مايو 1970 في ساو بورخا في البرازيل. لعب مع نادي كوريتيبا.

## وصلات خارجية
- برانداو (لاعب كرة قدم) على موقع قاعدة بيانات كرة القدم.إي يو (الإنجليزية)